# Rickard Sarby
Erik Rickard Sarby (Dannemora, 19 de setembro de 1912 - 10 de fevereiro de 1977) foi um velejador sueco, medalhista olímpico.

## Carreira
Rickard Sarby representou seu país nos Jogos Olímpicos de 1948, 1952 e 1956, na qual conquistou a medalha de bronze na classe finn em 1952. 